# Magomied Ibragimow (ur. 1983)
Magomied Abdułmuminowicz Ibragimow (ros. Магомед Абдулмуминович Ибрагимов; ur. 18 sierpnia 1983) – rosyjski i uzbecki zapaśnik w stylu wolnym. Srebrny medalista igrzysk w Atenach 2004 w kategorii 96 kg.
Trzykrotny uczestnik mistrzostw świata, dziewiąty w 2001. Trzeci na igrzyskach azjatyckich w 2002. Zdobył dwa medale w mistrzostwach Azji, złoty medal w 2004. Piąty w Pucharze Świata w 2007 roku. Mistrz świata juniorów w 2003. W młodości reprezentował Rosję, zdobył tytuł mistrza Europy kadetów w 2000 roku.